# Xestocephalus cognatus
Xestocephalus cognatus är en insektsart som beskrevs av Choe 1981. Xestocephalus cognatus ingår i släktet Xestocephalus och familjen dvärgstritar. Inga underarter finns listade i Catalogue of Life.